# 高偉倫
高偉倫（葡萄牙語：Carlos Manuel Coelho，1953年—2018年1月19日），澳門土生葡人，葡萄牙語教師、前政府教育範疇工作者、土生葡語文化及澳門土生菜文化傳承者。他亦會說流利的被聯合國教科文組織列為瀕危語言的澳門土生葡語（葡萄牙語：Patuá Macaense），是現代極少數能夠操該語言的人之一。
1999年，鑑於高偉倫對在澳門推廣葡萄牙語言及文化方面的卓越貢獻，以及他長久以來傑出的工作表現，使當地社區尤其年青一代受益匪淺，又鑑於他以熱忱專注的精神從事在教學領域、教育暨青年司（現教育暨青年局）或在其創辦及領導的土風舞舞蹈團的工作，澳門總督韋奇立將軍向他授予文化功績勳章。
2018年1月19日下午，健康狀況不佳的高偉倫在家中逝世，享年六十四歲。